# Wilhelm Lübeck
Wilhelm Lübeck (* 9. September 1809 in Berlin; † 4. März 1879 auf der Zugfahrt nach Berlin) war ein deutscher Turner und Turnpädagoge.

## Leben und Werk
Nach dem Schulbesuch absolvierter Lübeck eine Lehre zum Büchsenmacher. Bereits als Lehrling beteiligte er sich in Berlin an Turnspielen in der Hasenheide und danach auch am Turnen und wurde einer der Schüler von Ernst Wilhelm Bernhard Eiselen. Dieser beschäftigte ihn bereits im Winter 1829 als Hilfslehrer an seiner gymnastischen Anstalt. Daneben gab er schon bald Fechtunterricht. 1835 wurde er Turnlehrer an der Schule der Charité. Im folgenden Jahr übernahm er die Leitung von Eiselens neuer zweiter Turnanstalt in Berlin. Ab 1839 übernahm er diese Anstalt auf eigene Rechnung. Eine neue Turnhalle ließ er auf seine Kosten 1856 in der Blumenstraße erbauen.
1871 beendete er im Alter von 62 Jahren seine sportliche Laufbahn und setzte sich in Freienwalde zur Ruhe. Als er von dort 1879 mit der Eisenbahn nach Berlin reiste, starb er untwegs im Zug.